# Prodromos (Xenakis)
Prodromos (světským jménem: Zacharias Xenakis; * 3. listopadu 1979, Stavrákia) je řecký pravoslavný duchovní Krétské pravoslavné církve, arcibiskup a metropolita Rethymna a Avlopotamosu.

## Život
Narodil se 3. listopadu 1979 ve vesnici Stavrákia na Krétě.
Roku 2001 dokončil studium na Teologickém institut Athénské univerzity.
Dne 11. ledna 2005 byl v monastýru Agios Irene Chrysovalantou v Heráklionu postřižen biskupem z Knóssu Makariem (Douloufakisem) na monacha a 25. června 2005 byl biskupem z Knóssu Evgeniem (Antonopoulosem) rukopoložen na hierodiakona.
Od ledna 2008 byl kodikografem Svatého synodu Krétské pravoslavné církve a od září 2010 jejím sekretářem.
V letech 2010-2012 navštěvoval St Patrick's College (Maynooth), kde dokončil magisterský titul v oboru biblická teologie.
Dne 11. ledna 2013 byl arcibiskupem Kréty Irenaiem (Atanasiadisem) rukopoložen na jeromonacha. Stejného dne byl povýšen na archimandritu.
V říjnu 2016 byl jmenován generálním sekretářem Svatého synodu.
Dne 16. října 2019 byl Svatým synodem Krétské pravoslavné církve zvolen biskupem z Knóssu a vikarijním biskupem archiepiskopie Kréta. Dne 26. října 2019 proběhla jeho biskupská chirotonie.
Dne 18. února 2022 byl Svatým synodem zvolen metropolitou Rethymna a Avlopotamosu.